# Brasero
Brasero is een vrije applicatie om cd's en dvd's te beschrijven. De applicatie komt voort uit de applicatie Bonfire die ook door mede-ontwikkelaar Philippe Rouquier was gestart, maar waarvan de ontwikkeling eind 2006 is gestopt. Samen met mede-ontwikkelaar Luis Medinas werkt Philippe nu om Brasero op meerdere Unix-achtige besturingssystemen te laten werken. Dit is voorlopig al succesvol geïmplementeerd op Linux en FreeBSD, en ondersteuning voor OpenSolaris is ook in beperkte mate aanwezig.
Vanaf versie 2.26 maakt Brasero deel uit van GNOME. Brasero is de standaardapplicatie voor cd/dvd-bewerkingen vanaf Ubuntu 8.04. Ook Salix OS gebruikt in bepaalde edities Brasero.

## Functionaliteit
Naast de gebruikelijke functionaliteit om een cd/dvd te beschrijven en kopiëren heeft Brasero ook functionaliteit voor:
- hardwaredetectie met behulp van Hardware Abstraction Layer (HAL)
- een audio-cd voorzien van CD-TEXT met behulp van GStreamer
- de desktopzoekmachine Beagle gebruiken om een playlist samen te stellen